# Strzelectwo na Letnich Igrzyskach Paraolimpijskich 2012
Strzelectwo na Letnich Igrzyskach Paraolimpijskich 2012 w Londynie rozgrywane było między 30 sierpnia – 6 września, na obiekcie Royal Artillery Barracks.

## Kwalifikacje
Do igrzysk zakwalifikowało się 140 zawodników, w tym 100 mężczyzn i 40 kobiet.

## Medaliści

### Mężczyźni
| Konkurencja                                          | Złoto           | Srebro                | Brąz           |
| Pistolet pneumatyczny 10 m – SH1 (szczegóły)         | Park Sea-kyun   | Muharrem Korhan Yamaç | Lee Ju-hee     |
| Karabin pneumatyczny 10 m – SH1 (szczegóły)          | Dong Chao       | Jonas Jacobsson       | Josef Neumaier |
| Karabin dowolny 50 m, trzy pozycje – SH1 (szczegóły) | Jonas Jacobsson | Doron Shaziri         | Dong Chao      |

### Kobiety
| Konkurencja                                                | Złoto                   | Srebro               | Brąz                    |
| Pistolet pneumatyczny 10 m – SH1 (szczegóły)               | Oliwera Nakowska-Bikowa | Marina Klimienczenko | Sareh Javanmardidodmani |
| Karabin pneumatyczny 10 m – SH1 (szczegóły)                | Zhang Cuiping           | Manuela Schmermund   | Natalie Smith           |
| Karabin małokalibrowy 50 m, trzy postawy – SH1 (szczegóły) | Zhang Cuiping           | Dang Shibei          | Veronika Vadovičová     |

### Konkurencje mieszane
| Konkurencja                                         | Złoto                   | Srebro                         | Brąz                 |
| Pistolet dowolny 50 m – SH1 (szczegóły)             | Park Sea-kyun           | Walerij Ponomarienko           | Ni Hedong            |
| Pistolet sportowy 25 m – SH1 (szczegóły)            | Li Jianfei              | Siergiej Małyszew              | Walerij Ponomarienko |
| Karabin pneumatyczny 10 m, leżąc – SH1 (szczegóły)  | Cédric Fèvre-Chevalier  | Matthew Skelhon                | Zhang Cuiping        |
| Karabin pneumatyczny 10 m – SH2 (szczegóły)         | Kang Ju-young           | Gorazd Franček Tiršek          | Michael Johnson      |
| Karabin pneumatyczny 10 m, leżąc – SH2 (szczegóły)  | Wasyl Kowalczuk         | Raphaël Voltz                  | James Bevis          |
| Karabin małokalibrowy 50 m, leżąc – SH1 (szczegóły) | Abdulla Sultan Alaryani | Juan Antonio Saavedra Reinaldo | Matthew Skelhon      |

## Tabela medalowa
| Miejsce | Państwo                      | Złoto | Srebro | Brąz | Razem |
| ------- | ---------------------------- | ----- | ------ | ---- | ----- |
| 1.      | Chiny                        | 4     | 1      | 3    | 8     |
| 1.      | Korea Południowa             | 3     | 0      | 1    | 4     |
| 3.      | Francja                      | 1     | 1      | 0    | 2     |
| 3.      | Szwecja                      | 1     | 1      | 0    | 2     |
| 5.      | Macedonia Północna           | 1     | 0      | 0    | 1     |
| 5.      | Ukraina                      | 1     | 0      | 0    | 1     |
| 5.      | Zjednoczone Emiraty Arabskie | 1     | 0      | 0    | 1     |
| 8.      | Rosja                        | 0     | 3      | 1    | 4     |
| 9.      | Wielka Brytania              | 0     | 1      | 2    | 3     |
| 10.     | Niemcy                       | 0     | 1      | 1    | 2     |
| 11.     | Hiszpania                    | 0     | 1      | 0    | 1     |
| 11.     | Izrael                       | 0     | 1      | 0    | 1     |
| 11.     | Słowenia                     | 0     | 1      | 0    | 1     |
| 11.     | Turcja                       | 0     | 1      | 0    | 1     |
| 15.     | Australia                    | 0     | 0      | 1    | 1     |
| 15.     | Iran                         | 0     | 0      | 1    | 1     |
| 15.     | Nowa Zelandia                | 0     | 0      | 1    | 1     |
| 15.     | Słowacja                     | 0     | 0      | 1    | 1     |